# Cory Edwards
Cory Edwards (Anderson, 21 agosto 1968) è un regista, scrittore e cabarettista statunitense.
È probabilmente più conosciuto per essere il co-regista, co-scrittore e la voce di Scattino (Twitchy) in Cappuccetto Rosso e gli insoliti sospetti (2005), e per la co-scrittura e la voce narrante nel seguito del 2011 Hoodwinked Too! Hood vs. Evil.

## Biografia
Cory Edwards ha recitato nel film Chillicothe del 1999, diretto da suo fratello Todd. L'investitore privato Maurice Kanbar ha apprezzato il film ed eventualmente gli ha offerto di finanziare loro una fiaba animata raccontata in uno stile contemporaneo. Cory, Todd, e il loro amico Tony Leech ha deciso di fare un film di Cappuccetto Rosso raccontata nel contesto di un'indagine di polizia. Tuttavia, una volta ultimato il loro film, Maurice Kanbar non era nella posizione finanziaria di produrlo e distribuirlo, così lo portò alla neonata Weinstein Company, che ha accettato di acquistare il film. Il film, intitolato Cappuccetto Rosso e gli insoliti sospetti è stato distribuito alla fine del 2005 per poter essere preso in considerazione e poi hanno ricevuto una versione più ampia nel gennaio 2006. Il film ha ricevuto recensioni contrastanti e ha fatto un totale mondiale di 110011106 $, il che rende un successo grazie al suo piccolo budget.
Cory ha scritto Hoodwinked Too! Hood vs. Evil accanto a i creatori e coautori Tony Leech e Todd Edwards (scrittore del film). Nonostante i giudizi mediocri del film molte persone alla Jim Henson Company hanno apprezzato il film. Hanno cominciato a parlare con Cory circa la possibilità di riscrivere lo script per il seguito di Dark Crystal, però invece hanno deciso che lui avrebbe scritto e diretto una versione lungometraggio di Fraggle Rock. Cory è il coautore di Fuga dal pianeta Terra, un'avventura animata diretto da Tony Leech prodotto da Brian Inerfeld, Jon Shestack, Ed Jones, Preston Stutzman e Greg Little e distribuito dalla The Weinstein Company nel gennaio 2010.

### Vita privata
Cory è cristiano e frequenta la Bel Air Presbyterian Church, in cui è un membro del loro reparto di dramma.